# Хідеюкі Ашихара
Хідеюкі Ашихара (яп. 芦原 英幸, 5 грудня 1944 — 24 квітня 1995) — японський майстер карате, учень Масутацу Оями, засновник стилю Ашихара-карате.

## Біографія
Хідеюкі Ашихара народився 5 грудня 1944 року в селі Номічо, префектура Хіросіма, Японія. З дитинства був енергійним і часто вступав у бійки. У віці 10 років почав займатися кендо
У 1960 році, у 15-річному віці, переїхав до Токіо, де працював на автозаправній станції. У вересні 1961 року почав займатися карате в додзьо Масутацу Оями (пізніше — Кіокушинкай Хонбу додзьо). Завдяки наполегливим тренуванням отримав ступінь шодан 26 березня 1964 року у віці 19 років.
У 1966 році став інструктором у Кіокушинкай Хонбу додзьо. Після інциденту, пов'язаного з бійкою, був тимчасово відсторонений від тренувань, але згодом повернувся до викладання. Переїхав до міста Яватахама на острові Сікоку, де заснував один з найбільших клубів Кіокушинкай у Японії.
Ашихара-карате
У 1980 році Хідеюкі Ашихара заснував новий стиль карате — Ашихара-карате, офіційно відомий як New International Karate Organization (NIKO) — Ashihara Karate Kaikan. Цей стиль поєднує елементи Кіокушинкай, дзюдо та айкідо, зосереджуючись на практичності та ефективності в реальних ситуаціях. Основною концепцією стилю є «сабакі» — рухи, що дозволяють уникати атак і контратакувати з вигідної позиції.
Ашихара-карате швидко набуло популярності, і Хідеюкі Ашихара почав викладати в поліцейських академіях та університетах. Його учнями стали відомі майстри, такі як Джоко Ніномія (засновник Еншин-карате) та Кадзуйоші Ішії (засновник Сейдокайкан та організатор турнірів K-1).

## Хвороба та смерть
У 1987 році у Хідеюкі Ашихара були виявлені симптоми бічного аміотрофічного склерозу (БАС). Його стан поступово погіршувався, і 24 квітня 1995 року він помер у місті Мацуяма у віці 50 років. На його похорон прийшло понад 1000 осіб.

## Спадщина
Після смерті Хідеюкі Ашихара його син, Хіденорі Ашихара, очолив організацію NIKO. Ашихара-карате представлено у понад 35 країнах світу, з понад 250 додзьо, що мають прямий зв'язок з Хонбу в Мацуямі.